# راکی لوکریج
راکی لوکریج (انگلیسی: Rocky Lockridge; ۱۰ ژانویهٔ ۱۹۵۹ – ۷ فوریهٔ ۲۰۱۹) بوکسور اهل ایالات متحده آمریکا بود.